# Lago Eib

El Eibsee es un lago a 9 km al suroeste de Garmisch-Partenkirchen debajo (3,5 km al norte) del Zugspitze en las montañas de Wetterstein en Baviera. Pertenece al municipio de Grainau y es de propiedad privada.
En el noreste, el Untersee de 4,8  hectáreas y 26 metros de profundidad está casi completamente separado de la parte principal del lago, el Weitsee con sus 172 hectáreas, por un estrecho pasaje de 50 metros de ancho y solo 0,5 metros de profundidad. Una ruta de senderismo pasa por un pequeño puente en este estrecho punto a lo largo de la orilla norte del Eibsee. El punto más profundo de todo el lago con 34,5 metros está a solo unos 90 metros de la orilla este del sur (aproximadamente al nivel del Frillensee). Los pequeños lagos vecinos completamente separados incluyen el Frillensee en el sur (que no debe confundirse con el Frillensee más grande cerca de Inzell), así como Braxensee, Steingringpriel, Steinsee ,Lago Frog y Lago Dragón en el norte.
Debido a su ubicación debajo del Zugspitze y al agua clara y teñida de verde, el lago es uno de los lagos más hermosos de los Alpes bávaros. Fue creado cuando, al final del período glacial de Würm, el glaciar Isar-Loisach retrocedió, dejando atrás una depresión que se llenó de agua. Entre 1700 a. C. A. C. y 1400 a. C. Un deslizamiento de tierra atravesó la parte media y oriental del lago con un área de 13 km² y un volumen de 350 millones de m³. La liberación de energía estimada durante este evento de deslizamiento de tierra con una altura de caída promedio de 1400 m corresponde a aproximadamente 2.9 megatoneladas de TNT (aproximadamente 220 bombas de Hiroshima). Esto resultó en una modificación significativa de la forma morfológica de la cuenca del Eibsee. Esto creó la forma del lago actual con sus 29 huecos y 8 islas. Es uno de los raros casos en los que las islas y los bajíos de un lago son geológicamente mucho más jóvenes que la propia cuenca del lago. [2] Alrededor de 8 picos submarinos tienen menos de 3 metros de profundidad. Los únicos afluentes sobre el suelo dignos de mención son el Kotbach, que desemboca en el extremo noroeste del lago, y el Weiterbach en el sur. El lago es un lago ciego, ya que no hay drenaje sobre el suelo y, debido a la ubicación de la piscina, el agua solo puede drenar o filtrarse bajo tierra. Se cree que las cabeceras de Kreppbach (localidad de Rohrlaine), ubicadas a casi 2 km al noreste, son alimentadas por aguas subterráneas de Eibsee. [2]
Su nombre se deriva del tejo, que solía ser muy numeroso alrededor del lago. Hoy solo se puede encontrar esporádicamente en el lago y solo ocurre en los bosques cercanos al lago. Tiene una buena vista del lago desde el teleférico Zugspitze y el Zugspitzbahn bávaro, ambos conducen al Zugspitze.
Durante la temporada de pesca desde el 1 al 31 de octubre, se principalmente el lucio, la trucha marrón, trucha arco iris, el pescado blanco, carpas, tencas y distintas especies de pescado blanco de los pescadores aficionados de pesca.

## Islas
En el Eibsee hay de ocho a nueve islas pequeñas a lo largo del lado norte, según el método de recuento, todos los escombros del deslizamiento de tierra (así como los bajíos ), con una superficie total de alrededor de 1,2  hectáreas (12.260 m²) en niveles de agua medios.